# 康帕尼奥勒
康帕尼奥勒（法語：Campagnolles，法語發音：[kɑ̃paɲɔl] ⓘ）是法国卡尔瓦多斯省的一个市镇，属于维尔区。

## 地理
康帕尼奥勒（48°53'24"N, 0°55'30"W）面积10.06 平方千米，位于法国诺曼底大区卡爾瓦多斯省，该省份为法国西北部沿海省份，北濒大西洋英吉利海峡，东北与滨海塞纳省以海上边界相接，东临厄尔省，南至奧恩省，西与芒什省接壤。
与康帕尼奥勒接壤的市镇（或旧市镇、城区）包括：博梅尼勒、勒梅尼勒罗贝尔、苏勒夫尔昂博卡日、维尔诺曼底。

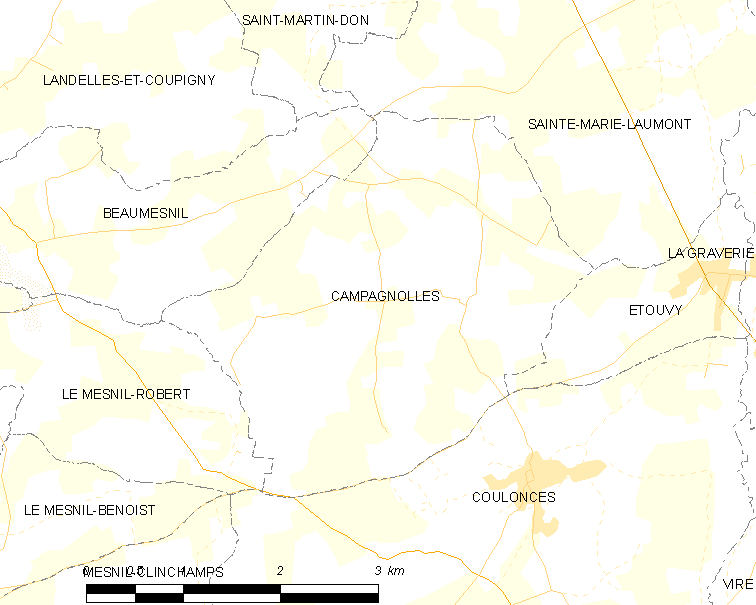
康帕尼奥勒的OSM定位图

康帕尼奥勒的时区为UTC+01:00、UTC+02:00（夏令时）。

## 行政
康帕尼奥勒的邮政编码为14500，INSEE市镇编码为14127。

## 政治
康帕尼奥勒所属的省级选区为维尔诺曼底县。

## 人口

1962-2008年间康帕尼奥勒人口变化图示

康帕尼奥勒于2022年1月1日时的人口数量为555人。